# Bill Anderson (Manager)
William N. „Bill“ Anderson (* 23. August 1966 in Ohio, Texas) ist ein US-amerikanischer Chemieingenieur und Manager, der in der Pharmaindustrie tätig ist. Seit dem 1. Juni 2023 ist er Vorstandsvorsitzender der Bayer AG. 

## Leben
Bill Anderson hat Abschlüsse in Chemieingenieurwesen und Management des Massachusetts Institute of Technology (MIT) und der University of Texas at Austin.
Anderson war ab 1989 tätig als Prozessingenieur für Forschung und Entwicklung bei der Ethyl Corporation in den Niederlanden und in Belgien. Ab 1995 war er Marketingmanager „Display Products Venture“ für die Raychem Corporation in den USA. Von 1997 bis 2005 arbeitete Anderson beim Biotechnologieunternehmen Biogen in den USA und im Vereinigten Königreich, unter anderem als Vizepräsident und Generalmanager des Geschäftsbereichs Neurologie. 2006 ging er zum US-Biotechnologieunternehmen Genentech und wurde „Senior Vice President“ der Geschäftsbereiche Immunologie, Ophthalmologie und Bioonkologie. Im Jahr 2013 wechselte Anderson in die Schweiz als „Head of Global Product Strategy“ und Chief Marketing Officer des Geschäftsbereichs Pharmaceuticals beim Konzern Roche Holding AG mit Sitz in Basel. 2016 kehrte er wieder zurück in die USA als Leiter „North American Operations“ der Roche-Tochtergesellschaft Genentech. Von 2017 bis 2018 agierte Anderson dort als Chief Executive Officer (CEO).
Im Anschluss daran war er von 2019 bis 2022 der CEO des Roche-Geschäftsbereichs Pharmaceuticals mit Sitz in der Schweiz.
Anderson war bei Biogen, Genentech und Roche an der Produktentwicklung und Markteinführung von 25 neuen Medikamenten beteiligt, darunter befanden sich 15 Arzneimittel, die kommerziell sehr erfolgreich waren.
Am 1. April 2023 wurde Anderson Mitglied des Vorstands der Bayer AG mit Sitz in Leverkusen. Seine Tätigkeit als neuer Vorstandsvorsitzender des DAX-Konzerns nahm er am 1. Juni 2023 auf. Er folgte auf Werner Baumann, der in den vorzeitigen Ruhestand gegangen war. Anderson ist nach dem Niederländer Marijn Dekkers der zweite Ausländer an der Spitze von Bayer und der erste von außerhalb Europas. Zugleich ist er nach Dekkers der zweite Vorstandsvorsitzende in der 160-jährigen Geschichte von Bayer, der von außen in das Unternehmen kam. Herausforderungen für Anderson sind die kostspieligen juristischen Folgen der 2018 erfolgten Übernahme des umstrittenen US-Herbizid-Herstellers Monsanto und eine mögliche Aufteilung der Bayer AG.
Im Juli 2025 verlängerte der Aufsichtsrat von Bayer den Vertrag von Bill Anderson vorzeitig bis zum 31. März 2029.
Anderson ist verheiratet und Vater von drei erwachsenen Kindern.